# Theo dõi và truy tìm
Trong phân phối và hậu cần của nhiều loại sản phẩm, theo dõi và truy tìm, liên quan đến quá trình xác định vị trí hiện tại và quá khứ (và thông tin khác) của một mặt hàng hoặc tài sản duy nhất.
Khái niệm này có thể được hỗ trợ bằng cách tính toán và báo cáo vị trí của phương tiện và container với tài sản quan tâm, ví dụ, được lưu trữ trong cơ sở dữ liệu thời gian thực. Cách tiếp cận này để lại nhiệm vụ soạn thảo mô tả mạch lạc về các báo cáo trạng thái tiếp theo.
Một cách tiếp cận khác là báo cáo sự đến hoặc đi của đối tượng và ghi lại nhận dạng của đối tượng, vị trí quan sát, thời gian và trạng thái. Cách tiếp cận này để lại nhiệm vụ xác minh các báo cáo liên quan đến tính nhất quán và đầy đủ. Một ví dụ về phương pháp này có thể là theo dõi gói hàng được cung cấp bởi các chủ hàng, như Deutsche Post, United Parcel Service, AirRoad hoặc FedEx.

## Công nghệ

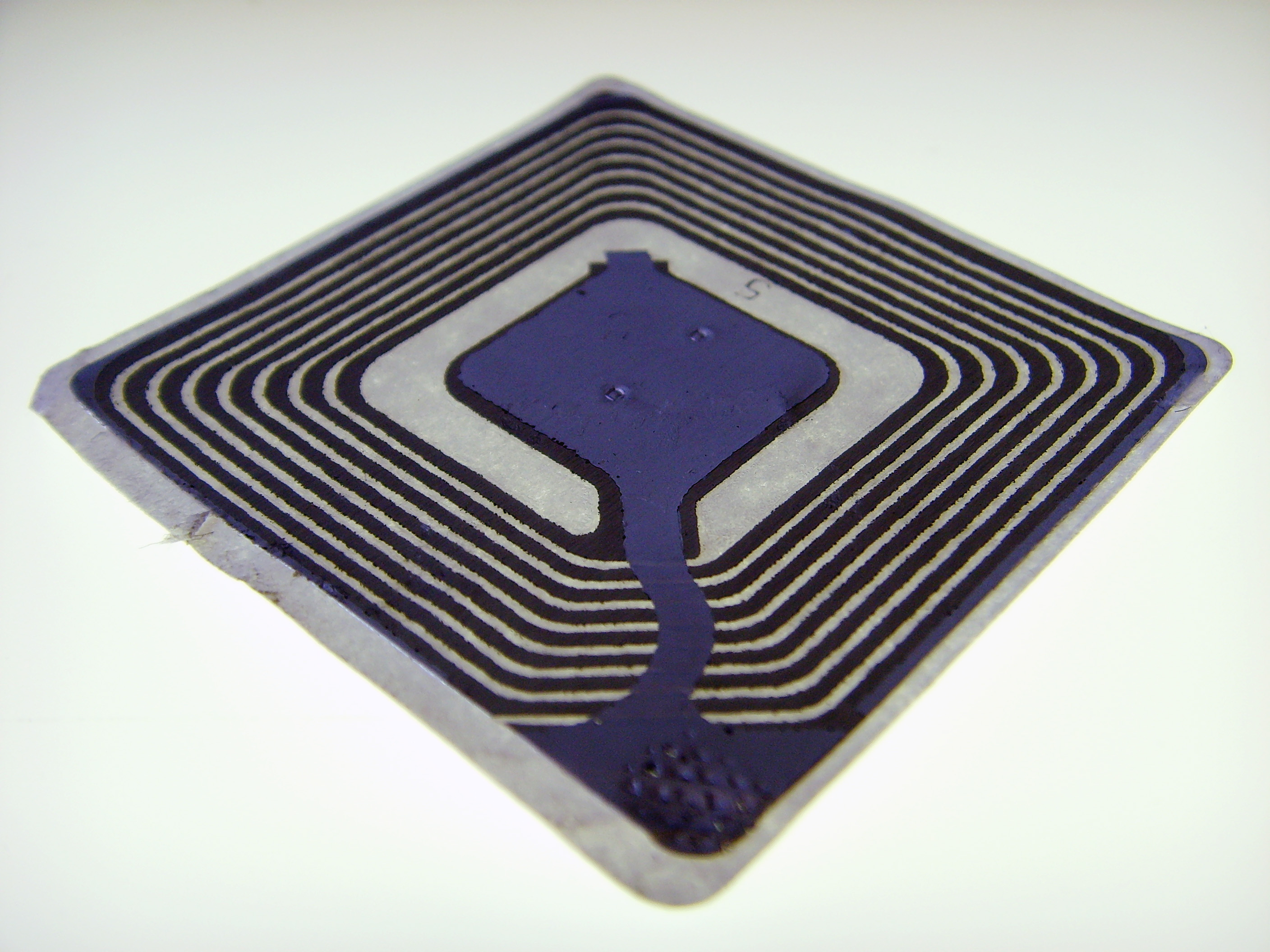
Một ví dụ về chip RFID chung.

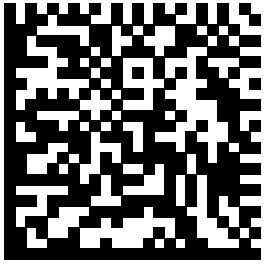
Một số nhà sản xuất truy xuất nguồn gốc sử dụng mã vạch ma trận để ghi dữ liệu về sản phẩm cụ thể.

Tổ chức tiêu chuẩn quốc tế EPCglobal theo GS1 đã phê chuẩn các tiêu chuẩn mạng EPC (đặc biệt là tiêu chuẩn EPCIS của dịch vụ thông tin EPC), mã hóa cú pháp và ngữ nghĩa cho các sự kiện chuỗi cung ứng và phương pháp bảo mật để chia sẻ có chọn lọc các sự kiện chuỗi cung ứng với các đối tác thương mại. Các tiêu chuẩn này để theo dõi và truy tìm đã được sử dụng để triển khai thành công trong nhiều ngành công nghiệp và hiện có một loạt các sản phẩm được chứng nhận là tương thích với các tiêu chuẩn này.
Để đối phó với sự cố thu hồi ngày càng tăng (thực phẩm, dược phẩm, đồ chơi, v.v.), một làn sóng các nhà cung cấp phần mềm, phần cứng, tư vấn và hệ thống đã xuất hiện trong vài năm qua để cung cấp một loạt các giải pháp và công cụ truy xuất nguồn gốc cho ngành công nghiệp. Nhận dạng tần số vô tuyến và mã vạch là hai phương pháp công nghệ phổ biến được sử dụng để cung cấp truy xuất nguồn gốc.
RFID đồng nghĩa với các giải pháp theo dõi và có vai trò quan trọng trong chuỗi cung ứng. RFID là một công nghệ mang mã và có thể được sử dụng thay cho mã vạch để cho phép đọc không nhìn thấy. Việc triển khai RFID trước đây bị hạn chế bởi các hạn chế về chi phí nhưng việc sử dụng hiện đang tăng lên.
Mã vạch là một phương pháp phổ biến và hiệu quả về chi phí được sử dụng để thực hiện truy xuất nguồn gốc ở cả cấp độ và trường hợp. Dữ liệu biến trong mã vạch hoặc định dạng mã số hoặc chữ và số có thể được áp dụng cho bao bì hoặc nhãn. Dữ liệu an toàn có thể được sử dụng làm con trỏ cho thông tin truy xuất nguồn gốc và cũng có thể tương quan với dữ liệu sản xuất như thời gian tiếp thị và chất lượng sản phẩm.
Bộ chuyển đổi bao bì có ba loại công nghệ khác nhau để in mã vạch:
- Các hệ thống in phun (chấm theo yêu cầu hoặc liên tục) có khả năng in hình ảnh có độ phân giải cao (300 dpi hoặc cao hơn đối với dấu chấm theo yêu cầu) ở tốc độ nhấn (lên đến 1000fpm). Những giải pháp này có thể được triển khai trên báo chí hoặc ngoại tuyến.
- Đánh dấu bằng laser có thể được sử dụng để loại bỏ một lớp phủ hoặc gây ra sự thay đổi màu sắc trong một số vật liệu nhất định. Ưu điểm của laser là chi tiết tốt và tốc độ cao để in ký tự và không có vật tư tiêu hao. Không phải tất cả các chất nền đều chấp nhận dấu laser và một số màu nhất định (ví dụ màu đỏ) không phù hợp để đọc mã vạch.
- Truyền nhiệt và nhiệt trực tiếp. Đối với các ứng dụng tắt tốc độ thấp hơn, truyền nhiệt và máy in nhiệt trực tiếp là lý tưởng để in dữ liệu biến trên nhãn.

Người tiêu dùng có thể truy cập các trang web để truy tìm nguồn gốc của các sản phẩm đã mua hoặc để tìm trạng thái của các lô hàng. Người tiêu dùng có thể nhập mã được tìm thấy trên một mặt hàng vào hộp tìm kiếm tại trang web theo dõi và xem thông tin. Điều này cũng có thể được thực hiện thông qua điện thoại thông minh chụp ảnh mã vạch 2D và do đó mở ra một trang web xác minh sản phẩm (tức là xác thực sản phẩm).